# ТЕС SUGEN
21°20′24″ пн. ш. 72°59′17″ сх. д. / 21.34000° пн. ш. 72.98806° сх. д.
ТЕС SUGEN – теплова електростанція на заході Індії у штаті Гуджарат, споруджена поблизу міста Сурат компанією Torrent Power.
В 2008 – 2009 роках на майданчику станції стали до ладу три однотипні парогазові блоки комбінованого циклу потужністю по 382,5 МВт. У кожному з них встановлена одна газова турбіна, яка через котел-утилізатор живить одну парову турбіну.
У 2013-му стала до ладу друга черга, також відома як ТЕС UNOSUGEN. Вона має один блок комбінованого парогазового циклу потужністю 382,5 МВт, в якому одна газова турбіна живить через котел-утилізатор одну парову турбіну.
Воду для технологічних потреб ТЕС отримує з річки Тапті та свердловин.
Як паливо станція використовує природний газ, що надходить через відгалуження довжиною 22 км від газопроводу Хазіра – Дахедж. Передбачалось, що ТЕС споживатиме ресурс індійського походження,  який надходитиме з родовищ Панна, Мукта і Тапті (видача продукції відбувається через газопровід Бассеін – Хазіра до газопереробного заводу Хазіра) та із розташованого у Бенгальській затоці басейну Крішна-Годаварі (трубопровід Схід – Захід, який має сполучення з Хазіра – Дахедж північніше від Сурату). 
Проте дефіциту місцевого ресурсу змусив вже у середині 2010-х почати закуповувати блакитне паливо, імпортоване через термінал для зрідженого природного газу в тому ж Дахеджі (при цьому Torrent Power змогла на певний час отримати урядову субсидію, яка повинна була допомогти компенсувати різницю у цінах на індійський та імпортований ресурс). У 2017-му власник станції забронював на 20 років право імпорту через термінал 1 млн тон ЗПГ на рік (цей обсяг призначався як для ТЕС SUGEN, так і для іншої електростанції Torrent Power – ТЕС DGEN Mega). Втім, зі стабільною доставкою цього ресурсу по системі Хазіра – Дахедж виникли проблеми, тому Torrent Power у другій половині 2010-х спробувала отримати від регуляторних органів погодження на прокладання додаткових трубопроводів. Спершу мова йшла про будівництво перемички від газопроводу  Дахедж – Дабхол, а після невдачі цього проекту – про окремий газопровід від терміналу ЗПГ Дахедж до електростанції довжиною 90 км. 
Видача продукції відбувається по ЛЕП, розрахованим на роботу під напругою 400 кВ та 220 кВ.